# LG Optimus 3D
O LG Optimus 3D, ou 4G LG Emotion nos EUA, é um telemóvel 3D com Android 2.2 Froyo (atualizável para Android 4.0), lançado em 7 de julho de 2011 no Reino Unido, e foi considerado o primeiro telemóvel 3D  do Brasil.

## Especificações técnicas

### Ecrã
Tem um ecrã capacitivo de 4,3 polegadas com tecnologia Parallax barrier e 8GB de memória interna (expansível com memória externa até 32GB). Este telemóvel possui características multimédia 3D especiais, tendo a capacidade de suportar o formato Full HD (1080p), criando vídeos HD ou podendo reproduzir qualquer vídeo HD num ecrã de alta resolução (480 x 800 pixels). Outra caraterística especial deste telemóvel é o facto de permitir a transmissão de filmes, imagens e música em alta definição através de uma ligação sem fios a qualquer dispositivo DLNA e utilizando a conetividade HDMI, permitindo assim a ligação direta a um ecrã de televisão 3D.

### Câmara
Com as duas câmaras de 5 megapixéis, pode tirar fotografias 3D e partilhá-las diretamente em sites de redes sociais na Internet (incluindo o canal 3D do YouTube).

### Conectividade
Em termos de conetividade, este telemóvel suporta a maioria das redes, incluindo HSDPA a 14,4 Mbit/s, HSUPA, Wi-Fi (classe b/g/n) com suporte "Wi-Fi Direct", Bluetooth 2.1 e A-GPS. Através da função "On-Screen Phone", pode operar o telefone diretamente a partir do seu PC e, em seguida, utilizar o teclado do computador para escrever mensagens SMS e E-Mail, e pode copiar ficheiros do computador para o telefone através da função "Drag and drop".

### Software
No momento do lançamento, o telemóvel tinha a versão 2.2 do Android (nome de código "Froyo"). Mais tarde, foi atualizado para a versão 2.3 do Android (nome de código "Gingerbread"). Tal como aconteceu com o LG Optimus Dual, este terminal da LG também deu origem a muita controvérsia em relação aos longos atrasos nas actualizações.  Em 31 de outubro 2011 foi anunciado, após meses de espera, que a atualização para o Android 2.3 estava disponível em 21 de novembro 2011. Na primavera de 2013, a LG lançou uma nova atualização para a versão 4.0 do Android, denominada Ice Cream Sandwich. As versões "internacionais" do P920/925 também receberam a muito aguardada atualização para o ICS 4.0.4 no final do primeiro trimestre de 2013. A atualização está disponível através da "atualização de software LG" e não através da FOTA. Atualmente, não se sabe se o terminal será oficialmente atualizado para o JB 4.1.2. No entanto, um lançamento desta versão é oficialmente suportado, mas sem funções 3D, pela conhecida equipa de desenvolvimento de mods 'Cyanogenmod'.